# Turnera melochioides
Turnera melochioides är en passionsblomsväxtart som beskrevs av Jacques Cambessèdes. Turnera melochioides ingår i släktet Turnera och familjen passionsblomsväxter.

## Underarter
Arten delas in i följande underarter:
- T. m. arenaria
- T. m. latifolia
- T. m. rugosa